# Třináct měsíců
Třináct měsíců (v anglickém originále Black Swan Green) je čtvrtý semi-autobiografický bildungsroman od Davida Mitchella vydaný roku 2006, v roce 2007 pak s českým překladem Petry Diestlerové a doslovem Petra Matouška. Ve třinácti kapitolách sledujeme jeden rok (1982) v životě třináctiletého Angličana Jasona Taylora, který žije ve fiktivním městečku Black Swan Green a mimo tradičních problémů puberty se potýká i se zadrháváním a s ním spojenou šikanou. Kniha je protkána množstvím dobových odkazů, reflektuje anglická 80. léta a Mitchellovo dospívání coby nadaného básníka potýkajícího se s vadou řeči, rodinnými rozkoly a dopady hospodářské recese.

## Nástin děje
Lednový muž
V první kapitole začínající lednem 1982 se seznamujeme s třináctiletým chlapcem Jasonem Taylorem, jeho movitější rodinou, která sestává z matky Heleny, otce Michaela a sestry Julie. Jsou nám představeni Jasonovi přátelé i nepřátelé, jeho potíže se zadrháváním a typické klukovské problémy. Jason se vydává s jediným skutečnějším kamarádem Deanem na čerstvě zamrzlé jezero, kde se oba účastní zimních her se spolužáky. Když se sem Jason později vypraví sám, nešikovně upadne, podvrtne si kotník, rozbije ceněné hodinky po dědečkovi a musí hledat pomoc v nedaleké lesní chatce, kterou obývá podivná stařenka.
Kat
Ve druhé kapitole se blíže seznamujeme s Jasonovou vadou řeči, kterou zpodobňuje takzvaný Kat (v originále Hangman), který mu neumožňuje plynně vyslovovat slova většinou začínající na písmena "N" nebo "S". Jason navštěvuje logopedku paní de Roovou, která se po únorové návštěvě přimluví ve škole a zajistí tak Jasonovi, aby byl omluven z veřejného předčítání.
Příbuzní
Ve třetí březnové kapitole navštíví rodinu Taylorových sestra Jasonovy matky Alice s manželem Brianem a syny Alexem, Nigelem a Hugem. Jason Huga obdivuje pro jeho výřečnost a sebejistotu. Společně nejprve navštíví hospodu Černá labuť, kde se Hugo předvede před Jasonovými spolužáky v arkádové hře, a poté ukradne majiteli místního obchůdků cigarety, aby naučil Jasona kouřit.
Koňská stezka
Ve čtvrté kapitole má Jason dům pro sebe, přesto se ale vydává na procházku po koňské stezce, aby se pokusil nalézt její konec. Nejprve je svědkem rvačky dvou jeho spolužáků, s Deanem pak putují dál a oba nezávisle na sobě potkávají Jasonovu platonickou lásku Dawn Maddenovou. Jason následně vyleze na strom, ze kterého vidí pohlavní styk námořníka Toma Yewa s jeho dívkou. Jasonovo a Deanovo putování pak končí u psychiatrické léčebny.
Skaliska
V páté kapitole zažívá Jason několik útrap. Nejenom že se rozpoutala válka of Falklandy, ale taktéž se vyhrotil vztah obou jeho rodičů a jejich vzájemné hádky. Jasonova matka Helena si chce totiž pořídit na zahradu přírodní skalku, s čímž otec Michael nesouhlasí, jelikož je jediným, kdo v domácnosti vydělává. Vzájemně se tedy obviňují a vynáší na světlo kauzy, které jsou Jasonovi neznámé. Skalka je nakonec postavena, ale celý proces se neobejde bez množství malicherných problémů. Jason se taktéž seznamuje s přítelem sestry Julie a celá škola zjišťuje, že byl zabit Tom Jew, bratr jednoho ze spolužáků, který sloužil na britské bitevní lodi.
Přízraky
V šesté červnové kapitole si Jason vyslouží obdiv, když pomůže zinscenovat společně se svými vrstevníky vtípek na pana Blakea, zatrpklého obyvatele obce. Následně je pozván do tajného chlapeckého sdružení s názvem "Přízraky". Společně s Deanem musí vykonat vstupní zkoušku, která zahrnuje tajné přeběhnutí pěti dvorků v časovém limitu. Jason zkouškou těsně projde, avšak Dean se propadne skleníkem pana Blakea, a přestože Jason ví, že své členství může ztratit, rozhodne se vrátit a zjistit, zda se kamarádovi nic nestalo.
Solárium
V sedmé kapitole je Jason pozván, na základě svých pod pseudonymem psaných básnických příspěvků, do vikářství, kde ho očekává paní Crommelyncková. Společně s Jasonem diskutují v jedné z místností, soláriu (prosluněná místnost), o kráse, o jeho tvorbě a oblíbených autorech. Paní Crommelyncková ho seznamuje s tvorbou jejího otce a Roberta Frobishera. Na druhé schůzce Jasonovi zadá, aby do příště přeložil část francouzské knihy. Když se však Jason vrací, zjistí, že byla paní Crommelyncková společně se svým manželem vydána kvůli kriminální činnosti do Německa.
Suvenýry
V osmé kapitole se Jason vydává na dva výlety. V prvním výletu doprovází svého otce na služební cestě do Lyme Regis, odkud si přiváží několik suvenýrů, například draka nebo zkamenělinu. Také však zjišťuje otcovo postavení v práci a jeho neustálou přetvářku před svým šéfem, majitelem obchodního řetězce. Druhý výlet do Cheltenhamu absolvuje Jason se svou matkou, která zde nově pracuje jako prodavačka v renomovaném butiku. Jason se snaží nalézt náhradu za rozbité dědečkovy hodinky, pomůže v matčině obchodu odhalit krádež a společně s matkou se vydávají do kina.
Červ
V deváté kapitole si Jason na vlastní kůži vyzkouší odpornost šikany, když si ho spolužáci začnou dobírat kvůli návštěvě kina v doprovodu maminky a jeho zadrhávání. Jason se propadá na žebříčku popularity níže a níže, přesto se ale rozhodne vše v tichu přetrpět.
Brusič nožů
V desáté kapitole pokračuje Jasonovo trápení se šikanou. V Black Swan Green se navíc vzedmula vlna odporu proti městské radě, která chce v blízkosti obce vytvořit trvalé místo pro maringotky kočujících cikánů. Když se chce Jason vyhnout svým nevraživým spolužákům, pes mu v lese sebere batoh a Jason náhodou spadne do místního lomu, kde cikáni přebývají. Má možnost nahlédnout na problém i z druhé strany a vytváří si tak přátele.
Husí trh
V jedenácté listopadové kapitole probíhá v Black Swan Green Husí trh a s ním spojená pouť, na které nalezne Jason u jedné z atrakcí peněženku Rosse Wilcoxe, jednoho ze svých největších nepřátel. Někteří chlapci se chtějí do Jasona navážet, ale za chlapce se postaví jeden z chlapcových cikánských kamarádů. Jason se rozhoduje, zda velký obnos peněz Wilcoxovi vracet nebo si za něj koupit nové hodinky. Pokud 600 liber nevrátí, Wilcoxův otec by mohl svého syna nebezpečně potrestat, a proto se Jason rozhodne peněženku svému majiteli odnést. Wilcox s ní okamžitě běží za Dawn Maddenovou, se kterou se pár chvil před tím bouřlivě rozešel, nalézá ji však s jiným chlapcem. Wilcox tedy vezme z rozhořčení chlapcovu motorku, v rychlosti však nabourá a přijde o nohu.
Disko
Ve dvanácté kapitole dojde již Jasonovi trpělivost a rozhodne se posledním surovcům postavit. Zničí jednomu z nich kalkulačku, načež je sice zavolán do ředitelny, má však možnost oznámit všechno násilí přímo řediteli, který jednoho z chlapců dokonce vyloučí. Sebejistější Jason se vydává na vánoční diskotéku a konečně se může obejít bez posměšných pokřiků. Poprvé zde políbí dívku a doma sdělí otci, který přišel o práci, že zničil dědečkovy hodinky. Ten mu odpouští.
Lednový muž
V poslední třinácté kapitole, taktéž nazvané "Lednový muž", se Jason připravuje na odchod z Black Swan Green. U otce Michaela se totiž provalil jeho románek, který několik let udržoval v místě svého pracoviště, a proto dochází k rozvodu a Jason se stěhuje se svou matkou do Cheltenhamu. Před odjezdem ještě navštěvuje jezero, domek v lese i stařenu, která ho před rokem ošetřila. Sestra Julia ho nakonec povzbuzuje, aby nepřestával s psaním básní.

## Zajímavosti
- V knize se tradičně objevují postavy z jiných Mitchellových románů. Jsou jimi Neal Brose, hlavní aktér z Mitchellovy prvotiny Ghostwritten, který je zde Jasonovým spolužákem, na předchozí román Cloud Atlas zde odkazují postavy Evy Crommelynckové a Gwendolin Bendicksové a taktéž zmínky o Vyvyanu Ayrsovi, Robertu Frobisherovi a jeho skladbě Atlas Mraků. Dále se v knize vyskytují i některé postavy z Mitchellových samostatných povídek nebo název skladby #9dream od Johna Lennona odkazující na druhou Mitchellovu knihu number9dream.
- Názvy kapitol jsou názvy básní, které Jason Taylor píše.